# Association française et internationale de protection animale
Pour les articles homonymes, voir AFIPA.
 (juillet 2019).
Si vous disposez d'ouvrages ou d'articles de référence ou si vous connaissez des sites web de qualité traitant du thème abordé ici, merci de compléter l'article en donnant les références utiles à sa vérifiabilité et en les liant à la section « Notes et références ».
L’Association française et internationale de protection animale (AFIPA) est une association qui lutte pour la protection et la défense des animaux. Depuis 2001, elle milite contre le trafic de fourrure des chiens et chats.
Soutenue par de nombreuses personnalités (Corinne Touzet, Liane Foly, Arielle Dombasle, le dalaï lama, Joaquin Phoenix…), l'AFIPA a pu obtenir une interdiction de commercialisation, d'importation et d'introduction de fourrure de chat et de chien, par un arrêté ministériel, le 13 janvier 2006.
L'AFIPA, est actuellement présidée par Monique Leroux. Elle lutte actuellement pour étendre cette interdiction à l'ensemble de l'Union européenne. En effet, à la suite d'une enquête réalisée dans plusieurs pays (Belgique, Luxembourg, Portugal, République tchèque, Slovaquie…), il est aujourd'hui possible d'affirmer qu'un marché pour la fourrure féline et canine existe bel et bien à l'intérieur de l'Europe.
Pour cela, l'AFIPA, soutenue par sa marraine, Corinne Touzet, et par Liane Foly notamment a lancé une pétition en ligne qui a dépassé les 100 000 signatures.